# Enrico Granafei
Enrico Granafei (* 22. April 1952 in Lauria) ist ein italienischer Jazzmusiker (Gitarre, Mundharmonika). Mit der Vern Smith's Handsfree Harmonica spielt er eine chromatische Mundharmonika, deren Tonumschaltung nicht mit einem Schieber, sondern über ein leichtgängig auf- und abbewegliches Mundstück bewirkt wird, was es ihm ermöglicht, sich selbst auf der Gitarre zu begleiten. 

## Leben und Wirken
Granafei studierte bis 1976 klassische Gitarre am Konservatorium von L’Aquila und erst viel später Jazz an der Manhattan School of Music, wo er Schüler von Toots Thielemans war und 1992 sein Studium absolvierte. Ab 1978 lebte er bis in die frühen 1980er Jahre als Musiklehrer und klassischer Gitarrist in Deutschland, dann wieder in Italien, wo er sich dem Jazz zuwendete. Als Mitglied des Orchesters von Pippo Caruso trat er im Fernsehen auf. Anschließend lebte er in New York, wo er im Blue Note, Birdland, Bottom Line und weiteren Jazzclubs auftrat. Seit 1999 betreibt er zugleich den Trumpets Jazz Club in Montclair (New Jersey). Auch ist er auf dem Pori Jazz Festival und dem Euromeet Jazz Festival aufgetreten ist. Er spielte mit Musikern wie Fred Hersch, Claudio Roditi, John Lee und Bucky Pizzarelli. Zwischen 1987 und 2012 war er Tom Lord zufolge an elf Aufnahmen im Bereich des Jazz beteiligt. Er ist auf Alben mit Marc Johnson, Eliot Zigmund, Eddie Gomez, Ted Curson, John Dukich (Down in Brazil) und Nnenna Freelon (Tales of Wonder) zu hören.

## Diskographische Hinweise
- Enrico - Nothing but the Truth (2000)
- In Search of the Third Dimension (2008)[2]
- Alone (and) Together (2014, mit Wallace Roney, Amina Figarova, Vitali Imereli, Dave Stryker, Vic Juris, Rick Crane, Billy Hart, Diego López)[3]